# Gandiaye
Gandiaye est une ville et une commune de l’ouest du Sénégal, située à environ 25 km au nord-ouest de Kaolack.

## Histoire
Niakhabane est le totem de Gandiaye ; ainsi toute femme qui vient rejoindre sa maison conjugale ou quitte Gandiaye était amenée à faire des tours de l’arbre pour espérer une protection de sa famille et d’elle-même ; aussi elle devra y faire son premier linge et les femmes gardiennes de la tradition qui l’accompagneront, pourront à la suite de cet acte avoir des indices sur ses qualités.
On raconte que lors de la construction de la route nationale N°1 Niakhabane s’était mis en colère et avait bloqué les machines parce que les travaux de terrassements constituaient un danger pour ses enfants ; cela a conduit au déplacement du tracé initial de la route.
Actuellement le baobab est tombé mais il reste toujours le puits utilisé par les populations.
Gandiaye a été restructurée et développée pendant la période coloniale en même temps que toute l'assiette commerciale fut organisée pour le commerce de l'arachide. Elle faisait alors partie des multiples comptoirs ou plutôt escales de la région de Kaoloack. Mais son histoire remonte à bien avant la pénétration des Blancs. Des anciens du village racontent encore l’histoire de Gandiaye.

## Administration
Rattachée au département de Kaolack dans la région de Kaolack, Gandiaye a été érigée en commune en 1996. Le premier maire de cette jeune commune, le Docteur El Hadji Gueye, a été élu en 1996 et son mandat, d’une durée de cinq a été renouvelé en 2005.
En parallèle il existe toujours à Gandiaye un roi — le Buur Gandiaye —, sans reconnaissance officielle, mais très considéré par la population qui le consulte volontiers.

## Géographie

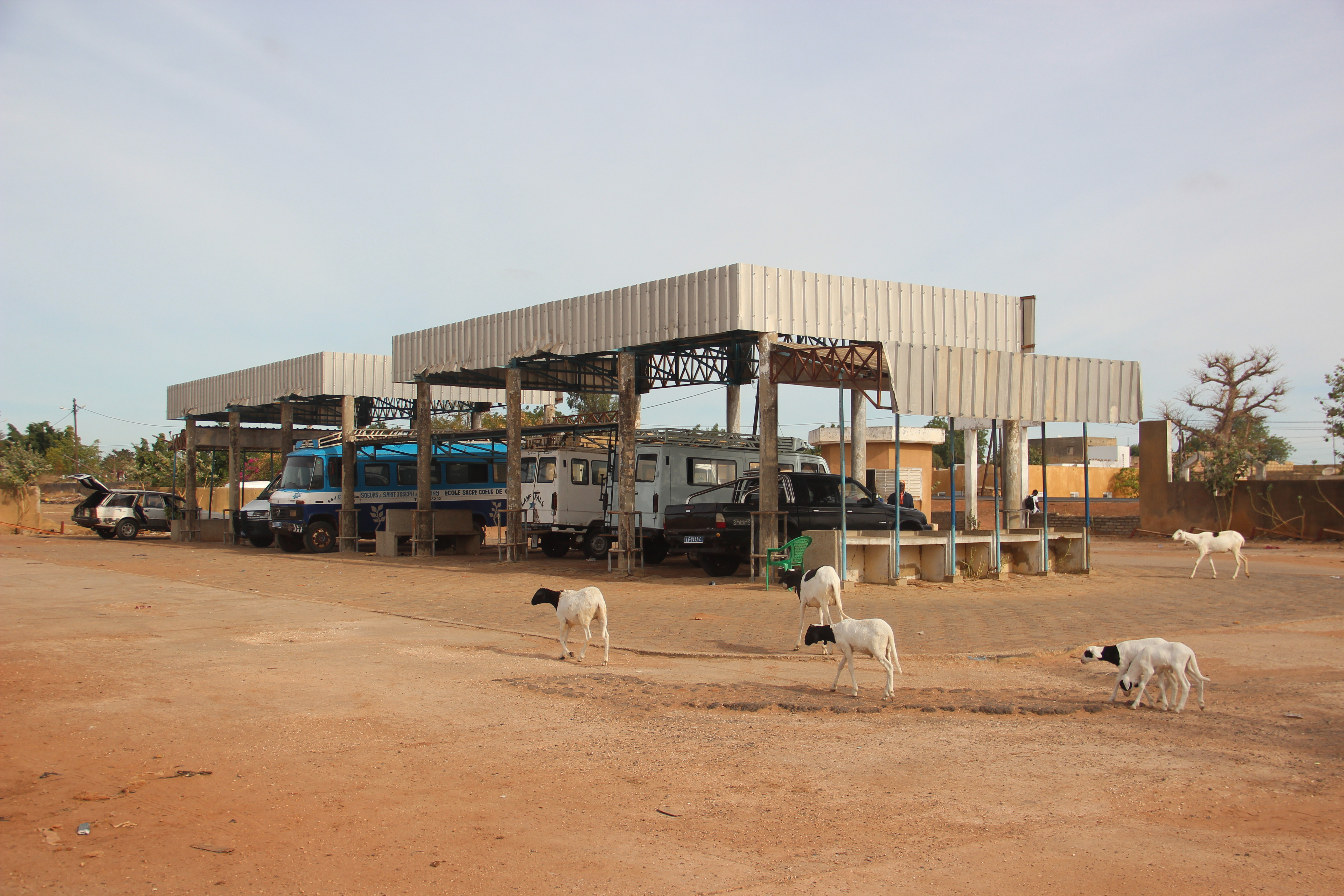
Gare routière de Gandiaye.

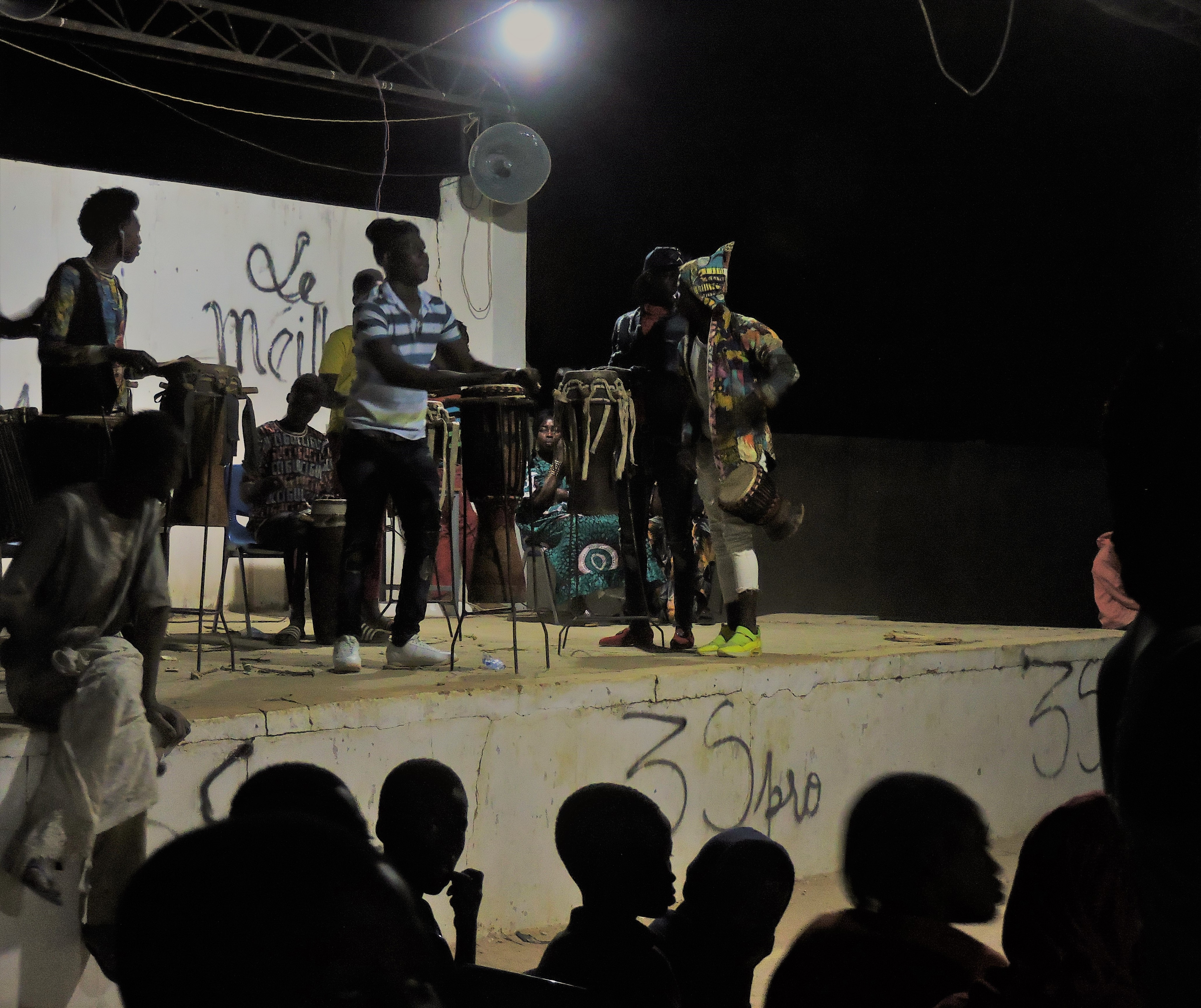
Musiciens à Gandiaye.

Gandiaye se trouve sur la route nationale N1 qui relie Kaolack à Dakar.
À vol d'oiseau, les localités les plus proches sont Belongui, Mbelbouk, Ganboul Moctar, Keur Mari, Sassara, Tioupane et Ganboul Escale. 

### Population
Lors du recensement de 2002, la population s’élevait à 9 426 habitants.
En 2007, selon les estimations officielles, Gandiaye compterait 10 174 personnes.
Gandiaye est peuplée de musulmans, de chrétiens et d’animistes tels que la religion sérère. La ville est dotée d’un cimetière musulman et d’un cimetière chrétien.

### Activités économiques
Les ressources locales sont principalement celles de l’agriculture, de l’élevage et du commerce, favorisé par la tenue de marchés hebdomadaires à Gandiaye même ou dans les environs.

## Jumelages et partenariats
Vícar (Espagne)

## Personnalités nées à Gandiaye
Mbaye Ndiaye dit Babacar est un Ingénieur des travaux de la météorologie et fut le premier directeur général d'Agrhymet à Niamey au Niger.
C'est un centre  de recherche à vocation régional, spécialisé dans les sciences et techniques applicables aux secteurs du développement agricole, de l'aménagement de l'espace rural et de la gestion des ressources naturelles. 13 États membres : Bénin, Burkina Faso, Cap Vert, Côte d'Ivoire, Gambie, Guinée, Guinée Bissau, Mali, Mauritanie, Niger, Sénégal, Tchad et Togo. 
Matar Ndao, est un ingénieur informaticien et diplôme de l'école polytch d'annecy, Directeur de projets en Système d'information appliqué en banque et finance. Il est ambassadeur de l'UNICEF en 1999 et meilleur élève des classes de seconde scientifique et travaille avec des associations françaises et sénégalaises pour développement du Sénégal son pays d'origine. Il a travaillé au conseil général de la haute savoie au service départemental à la direction de l'information et des télécommunications. Il a travaillé successivement à EDF, GrDF, Crédit agricole, BNP PARIBAS avec la mise en place de plusieurs plateformes et infrastructures dans le cloud.  
Ousmane Kane, ancien premier conseiller au Tribunal Arbitral du Sport (TAS) à Lausanne, ancien conseiller spécial sous deux présidences sénégalaises est l'actuel président de la cour d'appel de Kaolack. Il est né à Gandiaye en 1956 et a toujours participé, de près et de loin, à son développement.  
Lamine Mafane THIAW est un ingénieur commercial et des affaires diplomé en France et a travaillé pour l'un des plus grands groupes immobilier de France "GOUPE laforet" , il est né à Gandiaye en 1998 et a fondé son mouvement politique en Avril 2020 